# Сеансовый уровень
Сеансовый уровень (англ. Session layer) — 5-й уровень сетевой модели OSI, отвечает за поддержание
сеанса связи, позволяя приложениям взаимодействовать между собой длительное время. Уровень управляет созданием/завершением сеанса, обменом информацией, синхронизацией задач, определением права на передачу данных и поддержанием сеанса в периоды неактивности приложений. Синхронизация передачи обеспечивается помещением в поток данных контрольных точек, начиная с которых возобновляется процесс при нарушении взаимодействия.
Сеансы передачи составляются из запросов и ответов, которые осуществляются между приложениями. Службы сеансового уровня обычно используются в средах приложений, в которых требуется использование удалённого вызова процедур.
Примером протокола сеансового уровня является X.225, или ISO 8327. В случае длительной потери соединения этот протокол может попытаться его восстановить. Если соединение не используется длительное время, то протокол сеансового уровня может его закрыть и открыть заново. Он позволяет производить передачу в дуплексном или в полудуплексном режимах и обеспечивает наличие контрольных точек в потоке обмена сообщениями.
Другими примерами реализации сеансового уровня являются Zone Information Protocol (ZIP) — протокол AppleTalk, обеспечивающий согласованность процесса связывания по имени, а также протокол управления сеансом (англ. Session Control Protocol (SCP)) — протокол уровня сеанса IV стадии проекта разработки стека протоколов DECnet.
В рамках семантических конструкций сеансового уровня сетевой архитектуры OSI этот уровень отвечает на служебные запросы с представительского уровня и осуществляет служебные запросы к транспортному уровню.

## Службы
- Права доступа
- Возобновление сеанса (установление контрольных точек и восстановление)

Сеансовый уровень модели OSI отвечает за установление контрольных точек и восстановление. Он позволяет соответствующим образом совмещать и синхронизировать информацию нескольких потоков, возможно от разных источников.
Примером применения является организация видеоконференций в сети, когда звуковой и видеопотоки должны быть синхронизированы для избежания проблем с синхронизацией движения губ с речью. Управление правами на участие в разговоре гарантирует, что тот, кто показывается на экране, действительно является собеседником, который в данный момент говорит.
Ещё одним применением являются передачи в прямом эфире, в которых необходимо без резких переходов накладывать звуковой и видеопотоки и переходить от одного потока к другому во избежание перерывов в эфире или излишних наложений.

## Протоколы
- ADSP, Протокол потоков данных AppleTalk (англ. AppleTalk Data Stream Protocol)
- ASP, Сеансовый протокол AppleTalk (англ. AppleTalk Session Protocol)
- H.245, Call Control Protocol for Multimedia Communication
- H.248, Megaco
- H.323
- ISO-SP, OSI session-layer protocol (X.225, ISO 8327)
- ISNS, Internet Storage Name Service
- L2F, Layer 2 Forwarding Protocol
- L2TP, Layer 2 Tunneling Protocol
- NetBIOS, Network Basic Input Output System
- PAP, Password Authentication Protocol
- PPTP, Point-to-Point Tunneling Protocol
- RPC, Remote Procedure Call Protocol
- RTCP, Real-time Transport Control Protocol
- SMPP, Short Message Peer-to-Peer
- SCP, Session Control Protocol
- SOCKS, сетевой протокол SOCKS, см. Сокет
- SDP, Sockets Direct Protocol
- SIP, Session Initiation Protocol
- SIGTRAN, Signaling Transport
- ZIP, Zone Information Protocol
- MGCP, Media Gateway Control Protocol

## Сравнение с моделью DOD
В эталонной модели DOD (TCP/IP) отсутствует рассмотрение затронутых в модели OSI вопросов применения семантики транспортного протокола, и поэтому сеансовый уровень не рассматривается. Управление сеансами OSI в соединении с типичными транспортными протоколами (TCP, SCTP) содержится в протоколах транспортного уровня или же в противном случае затрагивает область протоколов прикладного уровня. Слои модели DOD являются описаниями рамок функционирования (приложение, соединение хост-хост, сеть, связь), но не подробными предписаниями в отношении способа функционирования или семантики данных.